# Concierto del Sur
El Concierto del Sur para guitarra y orquesta, es una obra concertante escrita por el compositor mexicano Manuel M. Ponce. El concierto fue escrito para el guitarrista español Andrés Segovia, quien lo estrenó en 1941.

## Historia
El guitarrista español Andrés Segovia (1893-1987) fue un impulsor de la guitarra como instrumento concertista. Entre sus amistades del mundo de la música, compositores como Heitor Villa-Lobos, Joaquín Turina, Federico Moreno Torroba, Alexandre Tansman, Mario Castelnuovo-Tedesco y Manuel M. Ponce le dedicaron obras para guitarra.

Ponce y Segovia cultivaron una amistad, la cual nació en París en 1926. Desde esa época, Segovia le había sugerido componer una obra para guitarra y orquesta. Los temas de la obra nacieron de forma previa, pero proyectos de ambos músicos interrumpieron el proceso. Antes que Ponce, Castelnuovo-Tedesco compuso una obra para Segovia, su Concierto para guitarra en re mayor. Ponce dirigió el estreno de esta pieza en México, con Segovia como solista, y quizás ese fue el acontecimiento decisivo para que Ponce decidiera realizar su propio concierto. Asimismo, para Ponce, la guitarra era el instrumento que enlazaba a España con América Latina:  
La guitarra (...) que es el más genuino instrumento del pueblo español, ha encontrado en las tierras fraternas de América, al igual que el idioma, una nueva modulación que afirma más la comunidad de espíritu entre España y América. 
Segovia tenía una casa en Montevideo, y fue ahí donde Ponce le fue enviando los manuscritos de la obra, sección por sección. El Concierto del Sur fue estrenado en Montevideo, el 14 de octubre de 1941, con Ponce dirigiendo la orquesta y Andrés Segovia como solista. El concierto fue estrenado en el marco de una gira que dio Segovia en Sudamérica, en la cual Ponce lo acompañó.
El concierto fue interpretado en diversos recintos durante la vida del compositor. Segovia lo interpretó entre 1944 y 1947 en diversas ciudades de América, incluyendo la Ciudad de México, en el Palacio de Bellas Artes, con Carlos Chávez en la dirección, y en el Carnegie Hall con Erich Kleiber a la batuta.

### Recepción
La obra fue recibida positivamente desde el principio, tanto en México como en otros países. Nicolas Slonimsky señaló que se trataba de una mezcla de armonías impresionistas con tintes 'nativos'. Ponce conocía el lenguaje musical francés, ya que era admirador de Claude Debussy y era amigo de Paul Dukas.

Una reseña de El Mundo acogió a la obra de manera positiva:
El 'Concierto del Sur' [...] hispánico en su espíritu, moderno en su factura, y excepcionalmente fino y elegante en su estética [...] Insuperablemente interpretada su parte solista por Andrés Segovia, y llevada la orquesta con sumo tacto por el autor, manteniendo el equilibrio de los ingeniosos diálogos instrumentales, gustó sin reservas a la sala.
El diario La Nación, de Buenos Aires, escribió sobre la pieza:
El 'Concierto del Sur' [...] es, desde luego, la obra más interesante de la audición, de una calidad poco frecuente, tanto por la riqueza y variedad de los recursos sonoros como por la gracia y profundidad de la inspiración y la habilidad técnica de que hace gala el compositor [...] el conjunto orquestal no se limita al papel de simple acompañamiento, más o menos adornado, sino que dialoga activamente entre sí, o con el instrumento principal [.] [sobre Segovia] fraseo diáfano y expresivo, extremada variedad de matices, virtuosismo técnico absoluto y, sobre todo, una madurez espiritual y perfecta identificación con el espíritu de la obra [...] Manuel M. Ponce, que se reveló como un director de orquesta sobrio y eficiente, fue muy aplaudido por el auditorio que asistió a la audición.
Sobre la interpretación del concierto en Nueva York, Virgil Thompson dio su veredicto positivo en el New York Herald-Tribune, escrbiendo:
El Concierto del Sur, de Ponce, fue una delicia. Escrito a la manera andaluza, es rico en variedad expresiva e interés musical. Además, el acompañamiento orquestal amplifica el de por sí extenso rango de timbres de la guitarra en la manera más atractiva imaginable [.] El concierto de Ponce tuvo hondura sin pérdida alguna de la distintiva intensidad expresiva de la guitarra. Su Concierto del Sur es una obra completamente deliciosa y una contribución excepcional al repertorio.
El mismo Andrés Segovia tenía en alta estima el concierto y decía que era "la joya más preciada de mi repertorio" y que es "una de las joyas representativas de la literatura guitarrística contemporánea."

## Estructura
El concierto consta de tres movimientos:
1. Allegro moderato
2. Andante
3. Allegro moderato e festivo

## Análisis
El concierto tiene referencias en la música española, sobre todo provenientes del estilo árabe-andaluz. La razón por la cual lleva ese título es porque alude al sur de España, particularmente a Andalucía. En el primero movimiento, comienza con un patrón rítmico tipo de las sevillanas. En toda la obra se aprecian reminiscencias del barroco español, las cuales también poseen ciertos toques mexicanos. El primer movimiento finaliza con una cadenza extensa a cargo de la guitarra.
El segundo movimiento, Andante, es un intermezzo florido y grácil. En cambio, el tercer movimiento final es una pieza en forma de danza; un festivo Allegro en compás de 3
8, el cual regresa a la tonalidad de La mayor, también presente en el primer movimiento.
Una de las dificultades de escribir una obra concertante con guitarra solista, es que generalmente la sonoridad de la orquesta opaca al sonido de la guitarra. En esta obra, Ponce combina un ensamble de cuerdas, alientos y percusiones que se intercalan con el solista para nunca estar encima de la guitarra, con lo cual logra un diálogo sereno, equilibrado y continuo. La obra, pues, posee una emotividad lírica que, sin embargo, evoca una sonoridad moderna que se mezcla con el sonido tradicional de la guitarra.

## Grabaciones
- The Segovia Collection, Vol. 2: Ponce, Rodrigo, Torroba. Andrés Segovia (guitarra), Symphony of the Air, Enrique Jordá. BMG, 1987[5]
- John Williams: The Great Guitar Concertos. John Williams (guitarra), London Symphony Orchestra, André Previn. CBS, 1989[6]
- Rodrigo: Concierto de Aranjuez / Villa‐Lobos: Concerto for Guitar / Ponce: Concierto del sur. Sharon Isbin (guitarra), New York Philharmonic, José Serebrier. Warner Classics, 2005[7]